# درو نيميك
درو نيميك (بالإنجليزية: Drew Naymick)‏ مواليد 18 فبراير 1985 في مسكيغون، هو لاعب كرة سلة أمريكي. بدأ مسيرته الاحترافية في سنة 2008. يلعب مع فريق تويوتا ألفارك طوكيو في دوري كرة السلة الياباني للمحترفين كلاعب وسط. يحمل الرقم 20. يبلغ طوله 6 قدم 10 بوصة (2.1 م).

## المسيرة الاحترافية
لعب مع نادي نيمبورك لكرة السلة من سنة 2011 إلى 2013، ثم لعب مع أتلتيكوس دي سان جرمان في سنة 2014، ثم لعب مع نادي أريس لكرة السلة في موسم 2014–2015، ثم لعب مع ميدي بايرويت في الدوري الألماني في موسم 2015–2016، ثم لعب مع تويوتا ألفارك طوكيو في سنة 2016.

## روابط خارجية
- درو نيميك على موقع دوري كرة السلة الياباني للمحترفين (اليابانية)
- درو نيميك على موقع كرة السلة الأوروبية.كوم (الإنجليزية)
- درو نيميك على موقع كلية كرة السلة في سبورتس رفرنس.كوم (الإنجليزية)
- درو نيميك على موقع ريلجم (الإنجليزية)
- درو نيميك على موقع بروبوليرز (الإنجليزية)
- درو نيميك على موقع سبورتس رفرنس (الإنجليزية)
- درو نيميك على موقع سبورتس رفرنس (الإنجليزية)